# Ojos negros (pel·lícula)
Ojos negros és una pel·lícula de drama adolescent espanyola del 2019 de les debutants Marta Lallana i Ivet Castelo. Fou rodada íntegrament a la província de Terol com un treball de fi de carrera per la Universitat Pompeu Fabra finançada amb micromecenatge i produïda per Nanouk Films i Filmin. Segons la directora, volia plasmar davant la pantalla la desolació que sentia quan anava a passar-hi l'estiu.

## Sinopsi
Paula és una adolescent de 14 anys que ha de passar l'estiu a Ojos Negros, un poble de Terol amb menys de 400 habitants, amb la seva tia i la seva àvia, a les que a penes coneix. Allí descobreix les tensions familiars que es destapen arran de la malaltia de la seva àvia. Intentant escapar d'aquesta atmosfera asfixiant i opressiva coneix a Alicia, una noia de la seva edat amb qui estableix una intensa amistat. Al final de l'estiu Paula intuirà el que significa fer-se gran.

## Repartiment
- Julia Lallana ... 	Paula
- Alba Alcaine ... 	Alicia
- Anna Sabaté ... 	Elba

## Premis i nominacions
La pel·lícula fou estrenada al Festival de Màlaga, on va guanyar la bisnaga de plata a la millor pel·lícula espanyola Zonacine. També va guanyar el premia la millor opera prima al Festival de Cinema d'Espanya de Tolosa de Llenguadoc. També fou nominada al Premi Especial als VII Premis Feroz i també al Gaudí a la millor música original i al Gaudí a la millor pel·lícula en llengua no catalana.